# Usim Nduka
Usim Nduka (* 23. September 1985 in Lagos) ist ein nigerianisch-aserbaidschanischer ehemaliger Fußballspieler.

## Karriere

### Vereine
Nachdem Nduka seine Fußballausbildung in seiner nigerianischen Heimat absolviert hatte, wechselte er 2006 zum aserbaidschanischen Verein FK Olimpik Baku und spielte die nächsten sieben Jahre für diesen Klub.
Im Sommer 2013 wechselte er in die türkische TFF 1. Lig zu TKİ Tavşanlı Linyitspor. Da er aserbaidschanischer Staatsbürger ist, hat er hier unter einem gesonderten Status gespielt und somit keinen regulären Ausländerplatz belegt.
Zur folgenden Winterpause wurde der Vertrag aufgelöst. Anschließend wechselte Nduka nach Aserbaidschan zu PFK Simurq Zaqatala.

### Nationalmannschaft
Für die Nationalmannschaft von Aserbaidschan hat er am 17. November 2007 beim Qualifikationsspiel für die Europameisterschaft 2008 gegen Finnland sein Debüt gegeben.